# Alric del Kent
Alric (fl. VIII secolo) regnò nel corso dell'VIII secolo sul Kent insieme ai fratelli Æðelberht II e Eadberht I dopo la morte del padre Wihtred .